# プライヤー・スワンドクマイ

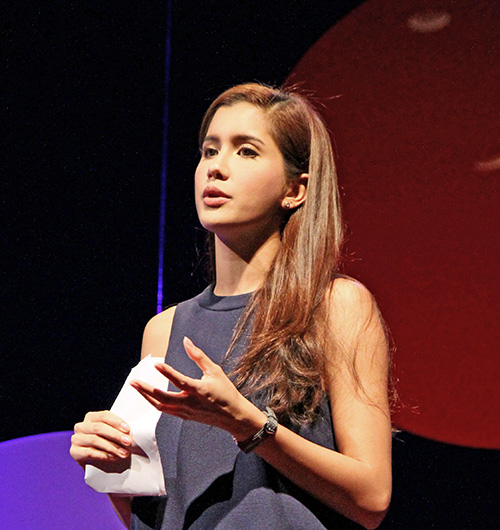

プライヤー・スワンドクマイ（Praiya Suandokmai,ไปรยา สวนดอกไม้）はタイの女優。
『タイでもっともセクシーな女性2012』に選ばれ2013年、2014年でも一位を獲得した。

## 出演

### 映画
- バンコック・アドレナリン!!!